# Vale das Pedrinhas (Salvador)
Vale das Pedrinhas é um bairro da cidade de Salvador - BA. É vizinho aos bairros Amaralina, Nordeste de Amaralina, Santa Cruz, Candeal e Rio Vermelho. Ele junto aos bairros da Chapada do Rio Vermelho, Nordeste de Amaralina e Santa Cruz formam o complexo do Nordeste de Amaralina, conforme terminologia originária de operações policiais, ou o aglomerado de bairros Nordeste de Amaralina, conforme a conceituação de Clímaco Dias.

## História
O nome do bairro deriva de uma pedreira que forneceu matéria-prima para a construção de casas no local.
Em 2014 o bairro ganhou o primeiro Multicentro de Saúde de Salvador. A unidade possui 19 especialidades médicas, podendo atender até 500 pacientes por dia. Tendo uma equipe composta por 105 profissionais, sendo 24 médicos. Segundo a prefeitura, a reforma da unidade de saúde, que estava fechada desde 2011, custou 1,2 milhão de reais e foi custeada com verbas municipais.
Um dos principais problemas do bairro é a precária coleta do lixo, o que tem causado reclamações de seus moradores.
O Vale das Pedrinhas e seus dois bairros vizinhos, Santa Cruz e Nordeste, fazem parte de uma região que começou a ser ocupada na década de 50. A região tinha em 1999 uma população de aproximadamente 90 mil habitantes. A pobreza é um dos traços que caracterizam o bairro.

## Demografia
Foi listado como um dos bairros mais perigosos de Salvador, segundo dados do Instituto Brasileiro de Geografia e Estatística (IBGE) e da Secretaria de Segurança Pública (SSP) divulgados no mapa da violência de bairro em bairro pelo jornal Correio em 2012. Ficou entre os mais violentos em consequência da taxa de homicídios para cada cem mil habitantes por ano (com referência da ONU) ter alcançado o segundo nível mais negativo "61-90", sendo um dos piores bairros na lista.